# Oxalis lespedezioides
Oxalis lespedezioides är en harsyreväxtart som beskrevs av George Don jr. Oxalis lespedezioides ingår i släktet oxalisar, och familjen harsyreväxter. Inga underarter finns listade i Catalogue of Life.